# Earina
Earina es un género que tiene asignada siete especies de orquídeas, epífitas o litófitas. Son nativas de las islas del Pacífico y Nueva Zelanda.

## Descripción
Las especies de Nueva Zelanda son epifitas, o, a veces litófitas, se encuentra  en los troncos de musgo en los bosques tropicales en el norte y sur de las Islas. Las hojas crecen en forma de  alambres pendulares, desde pseudobulbos delgados que se derivan de rizomas reptantes. Earina mucronata florece principalmente en la primavera, mientras que Earina autumnalis, como su nombre indica, florece en otoño, sus flores son fragantes.  Las flores son pequeñas, normalmente de menos de 1 cm de diámetro, pero se producen en abundancia. 

## Taxonomía
El género fue descrito por John Lindley y publicado en Edwards's Botanical Register 20: sub t. 1699. 1834.

## Especies
- Earina aestivalis  Cheeseman (1919)
- Earina autumnalis  (G.Forst.) Hook.f. (1853)
- Earina deplanchei  Rchb.f. (1876)
- Earina floripecten  Kraenzl. (1929)
- Earina mucronata  Lindl. (1834) - especie tipo
- Earina sigmoidea  T.Hashim. (1997)
- Earina valida  Rchb.f. (1876)